# Seetalbahn

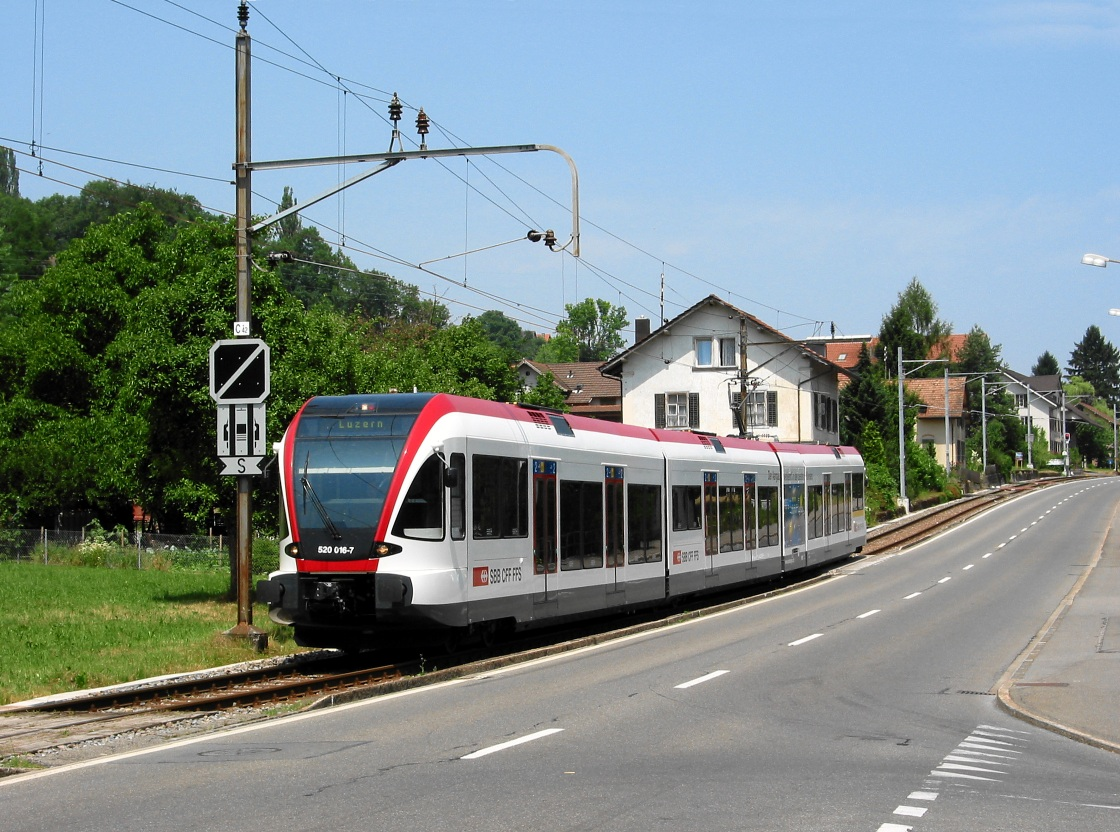
Triebwagen des Typs RABe 520 nördlich des Bahnhofs Beinwil am See

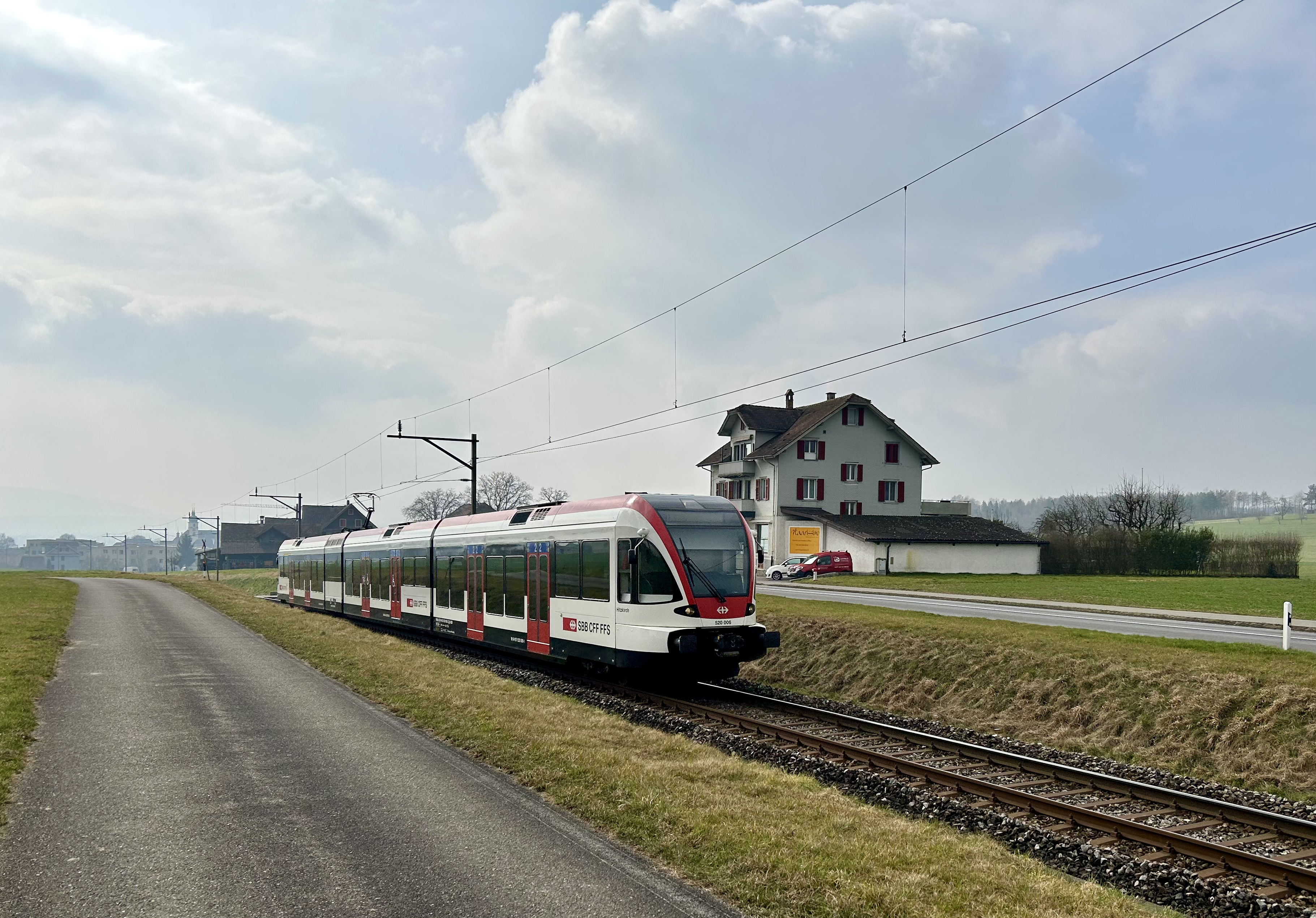
Seetalbahn zwischen Eschenbach und Ballwil

Die Seetalbahn ist eine normalspurige Eisenbahnstrecke in der Schweiz, die Luzern mit Lenzburg verbindet und nach dem dazwischen liegenden Seetal benannt ist. Sie wird seit 1922 von den Schweizerischen Bundesbahnen (SBB) betrieben. Stillgelegt und abgerissen wurden eine Zweigstrecke von Beinwil am See nach Beromünster sowie eine Fortsetzung von Lenzburg nach Wildegg.
Die Strecken gaben der für sie entwickelten Lokomotive des Typs De 6/6 den Spitznamen Seetal-Krokodil, gleiches gilt für die Leichtmetallwagen Typ «Seetal».

## Geschichte

### Lake Valley of Switzerland Railway Company

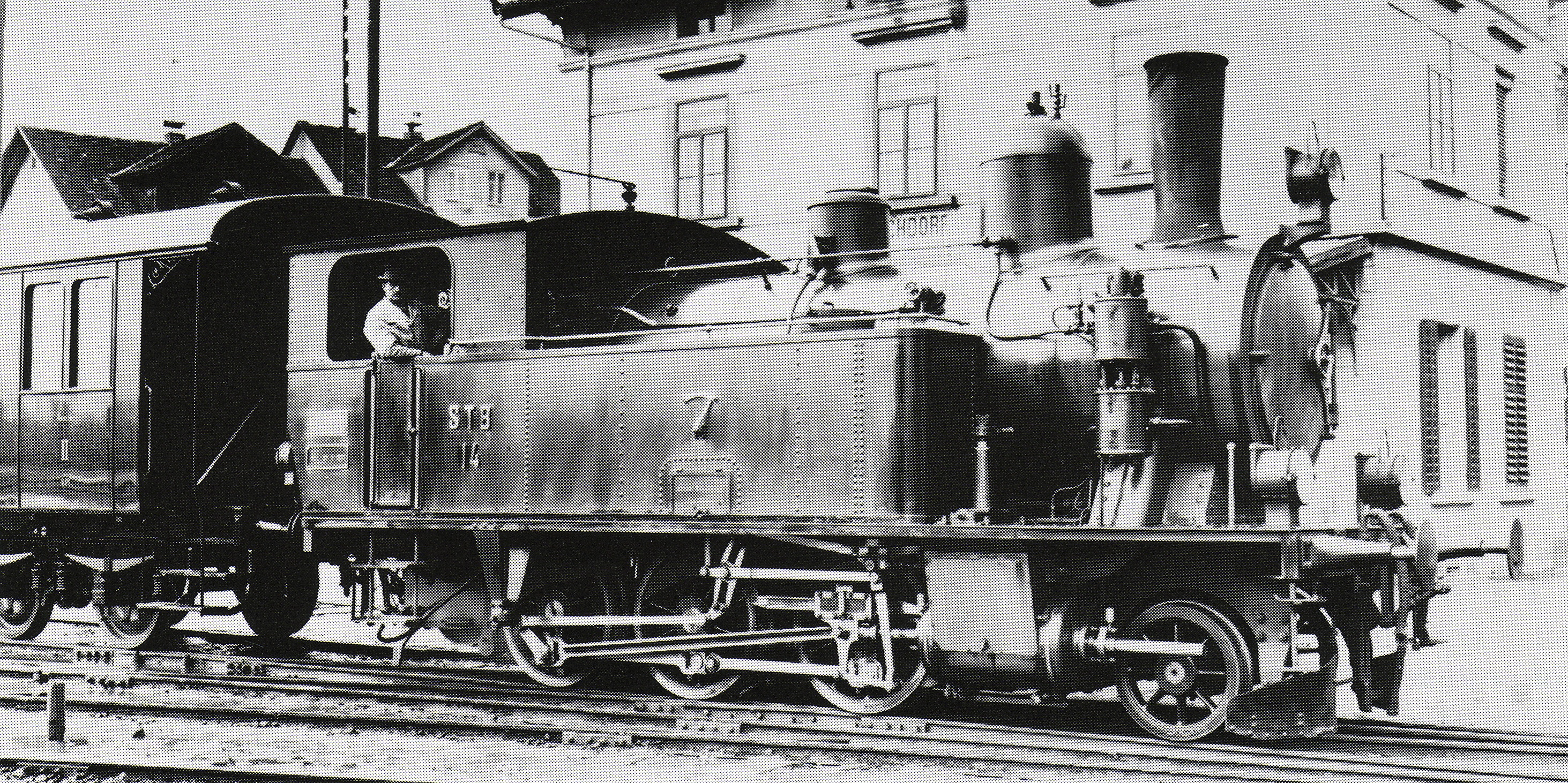
Tenderlokomotive Ed 3/4 Nr. 14 der STB

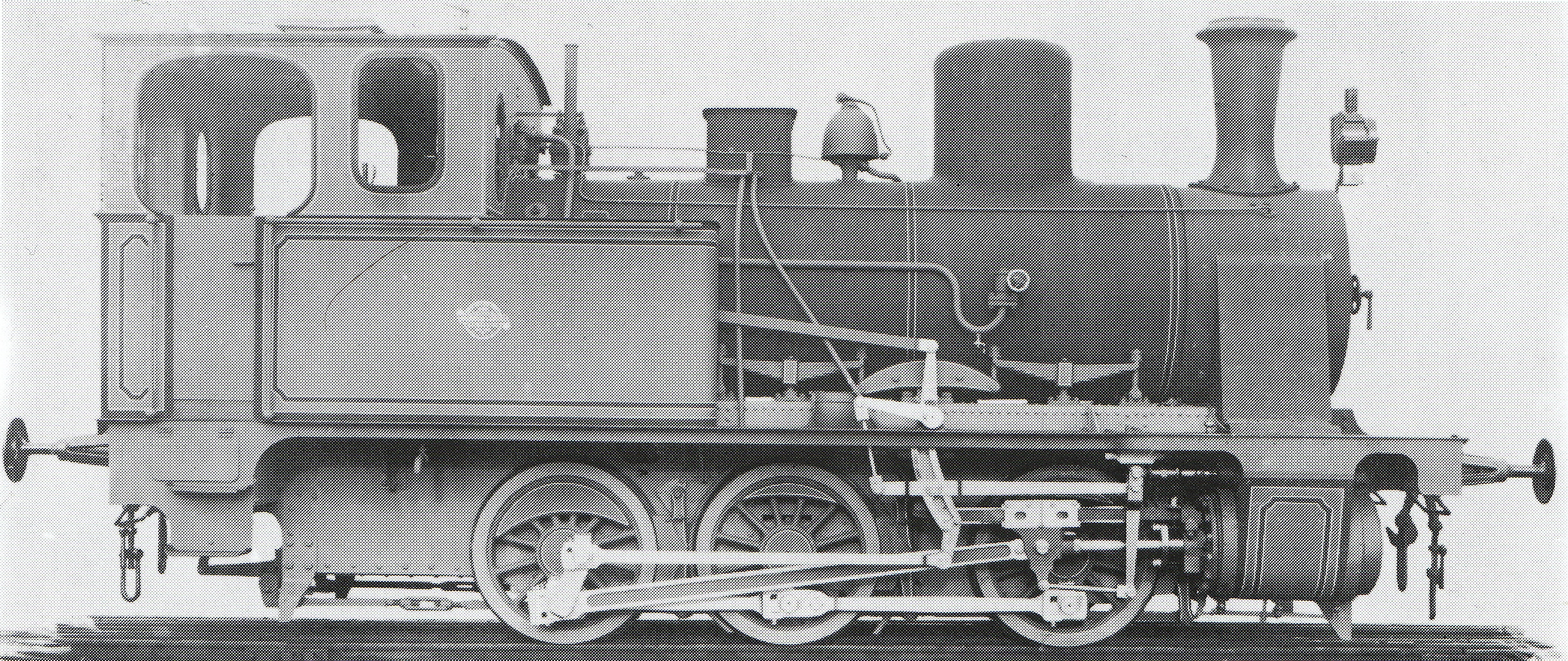
1908 bis zur Elektrifizierung 1910 von BBC ausgeliehene Tenderlokomotive Ed 3/3 51

In den Gemeinden des Seetals hoffte man ursprünglich, dass die Strecke Basel–Olten–Luzern über das Seetal geführt würde. Die Schweizerische Centralbahn entschied sich aber für eine Streckenführung über Zofingen–Sursee–Sempach.
In den 1870er Jahren entwickelte der zuvor bei der Nationalbahn beschäftigte Zürcher Ingenieur Theodor Lutz (1841–1890) ein Konzept für den kostengünstigen Bau von Lokalbahnen. Nach seinen Vorstellungen sollten Lokalbahnen vorhandene Strassen mitbenützen, die ja ohnehin den meisten Verkehr an die neu eröffnete Eisenbahn verlieren würden. Ausserdem ermöglichte dies die Führung der Lokalbahn direkt in die Ortszentren. Lutz hatte eine flüchtige Bekanntschaft mit Londoner Finanzleuten, die er für das Projekt einer nach seinem Konzept geplanten Eisenbahn durch das Schweizerische Seetal gewinnen konnte. So kam es am 22. August 1882 in London zur Gründung der Lake Valley of Switzerland Railway Company.
Im Jahr 1883 wurde die Strecke von Emmenbrücke nach Lenzburg in zwei Etappen eröffnet. 1887 folgte eine Zweigstrecke von Beinwil am See bis Reinach. Die Hoffnung der englischen Investoren auf das grosse Geschäft erfüllte sich nicht, und so verkauften sie die Bahn 1894 an die neugegründete Schweizerische Seethalbahn Aktiengesellschaft (STB).

### Schweizerische Seethalbahn Aktiengesellschaft

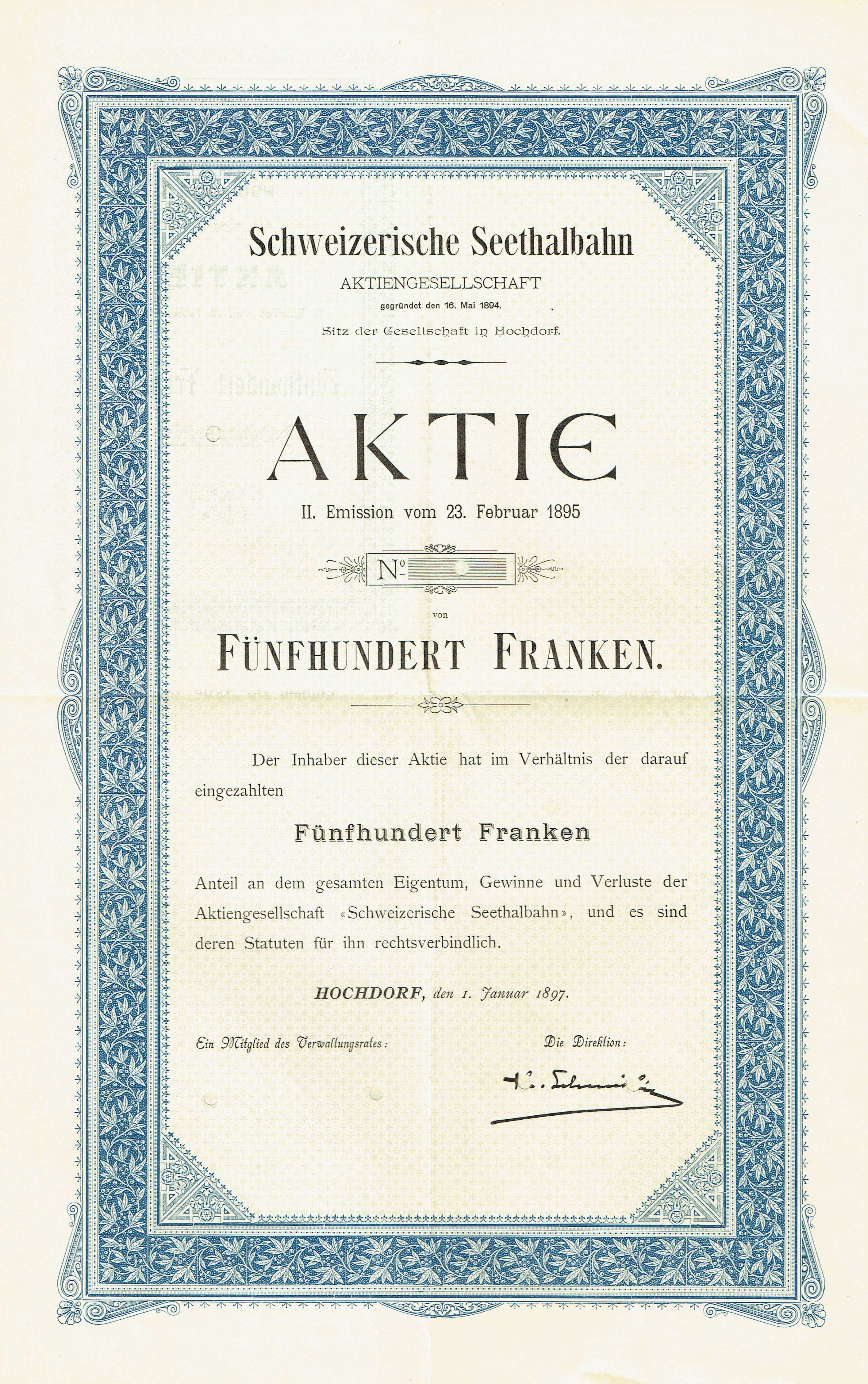
Aktie über 500 Franken der Schweizerischen Seethalbahn AG vom 1. Januar 1897

Die neuen Schweizer Eigentümer versuchten, die Attraktivität ihrer Bahn zu erhöhen, und führten einige bemerkenswerte Neuerungen ein. 1894/1896 wurden vierachsige Grossraumwagen beschafft. Ab 1903 wurden die drei vierachsigen Buffetwagen Nr. 31–33 eingesetzt, die von der Schweizerischen Speisewagen-Gesellschaft betrieben wurden und die ersten Speisewagen in der Schweiz waren. Mangels Rentabilität wurden sie nach sieben Jahre zur normalen Personenwagen umgebaut.
1895 wurde die Strecke von Lenzburg nach Wildegg verlängert, damit ein direkter Anschluss an die Strecke von Olten nach Zürich der Schweizerischen Nordostbahn (NOB) entstand. 1906 wurde die Stichstrecke von Reinach nach Beromünster verlängert mit dem Plan, nach Sursee und Rothenburg LU weiterzubauen.
Die bedeutendste Innovation war die Elektrifizierung der Strecke mit Einphasenwechselspannung von 5500 Volt 25 Hertz im Jahr 1910. Ein ungewöhnlicher Schritt für eine Lokalbahn war auch die Führung von Schnellzügen ab 1913. Der elektrische Betrieb ermöglichte der Seetalbahn, während des Ersten Weltkriegs gute Erträge zu erwirtschaften, weil sie ihren Fahrplan nicht wegen Kohlemangels einschränken musste.

### Verstaatlichung
Die Schweizerischen Bundesbahnen hatten grosses Interesse, die lukrative Bahn zu erwerben, und so wurde sie zum konzessionsmässigen Rückkauftermin 1922 verstaatlicht. Der SBB-Betrieb bedeutete das Ende für viele fortschrittliche Neuerungen der vormaligen privaten Eigentümer. Die Schnellzüge verschwanden ebenso wie die vierachsigen Grossraumwagen, die durch Zwei- und Dreiachser ersetzt wurden. Die Seetalbahn wurde zu einer «normalen» SBB-Nebenbahn und führte innerhalb der SBB ein Schattendasein.
Am 1. Oktober 1930 wurden die beiden Strecken der ehemaligen Seetalbahn-Gesellschaft auf das Einphasenwechselstromsystem der Schweizerischen Bundesbahnen von 15'000 Volt 16 2/3 Hertz Wechselspannung umgestellt. Die kurz zuvor beschafften bekannten SBB De 6/6 15301 bis 15303, genannt Seetal-Krokodil, waren umschaltbar und konnten mit beiden Spannungen fahren.

### Trivia
«Seetal» und «Seetalbahn» schrieb sich bis zur Orthographischen Konferenz von 1901 mit «h» im Ausdruck «Tal». Obschon heute die Schreibweise «Seetalbahn» üblich ist, verwendet beispielsweise der in Hochdorf ansässige Verein Historische Seethalbahn (VHS) noch die alte Schreibweise.

## Strecke Beinwil am See–Beromünster
| Fahrplanfeld: | ex 652               |                   |                  |
| Streckenlänge: | 8.0 km               |                   |                  |
| Spurweite: | 1435 mm (Normalspur) |                   |                  |
| Stromsystem: | 15 kV 16,7 Hz ~      |                   |                  |
| Maximale Neigung: | 37 ‰                 |                   |                  |
| |                      |                   |                  |
| \| \| \| von Lenzburg \| \| \| \| 0,0 \| Beinwil am See \| 520 m ü. M. \| \| \| 0,4 \| nach Emmenbrücke \| nach Emmenbrücke \| \| \| 2,2 \| Reinach Unterdorf \| 523 m ü. M. \| \| \| 3,2 \| Reinach SBB \| 523 m ü. M. \| \| \| 4,3 \| Menziken SBB \| 548 m ü. M. \| \| \| 8,0 \| Beromünster \| 650 m ü. M. \| |                      |                   |                  |
| Strecke |                      | von Lenzburg      | von Lenzburg     |
| Bahnhof | 0,0                  | Beinwil am See    | 520 m ü. M.      |
| Abzweig ehemals geradeaus und nach links | 0,4                  | nach Emmenbrücke  | nach Emmenbrücke |
| Haltepunkt / Haltestelle (Strecke außer Betrieb) | 2,2                  | Reinach Unterdorf | 523 m ü. M.      |
| Bahnhof (Strecke außer Betrieb) | 3,2                  | Reinach SBB       | 523 m ü. M.      |
| Bahnhof (Strecke außer Betrieb) | 4,3                  | Menziken SBB      | 548 m ü. M.      |
| Kopfbahnhof Streckenende (Strecke außer Betrieb) | 8,0                  | Beromünster       | 650 m ü. M.      |

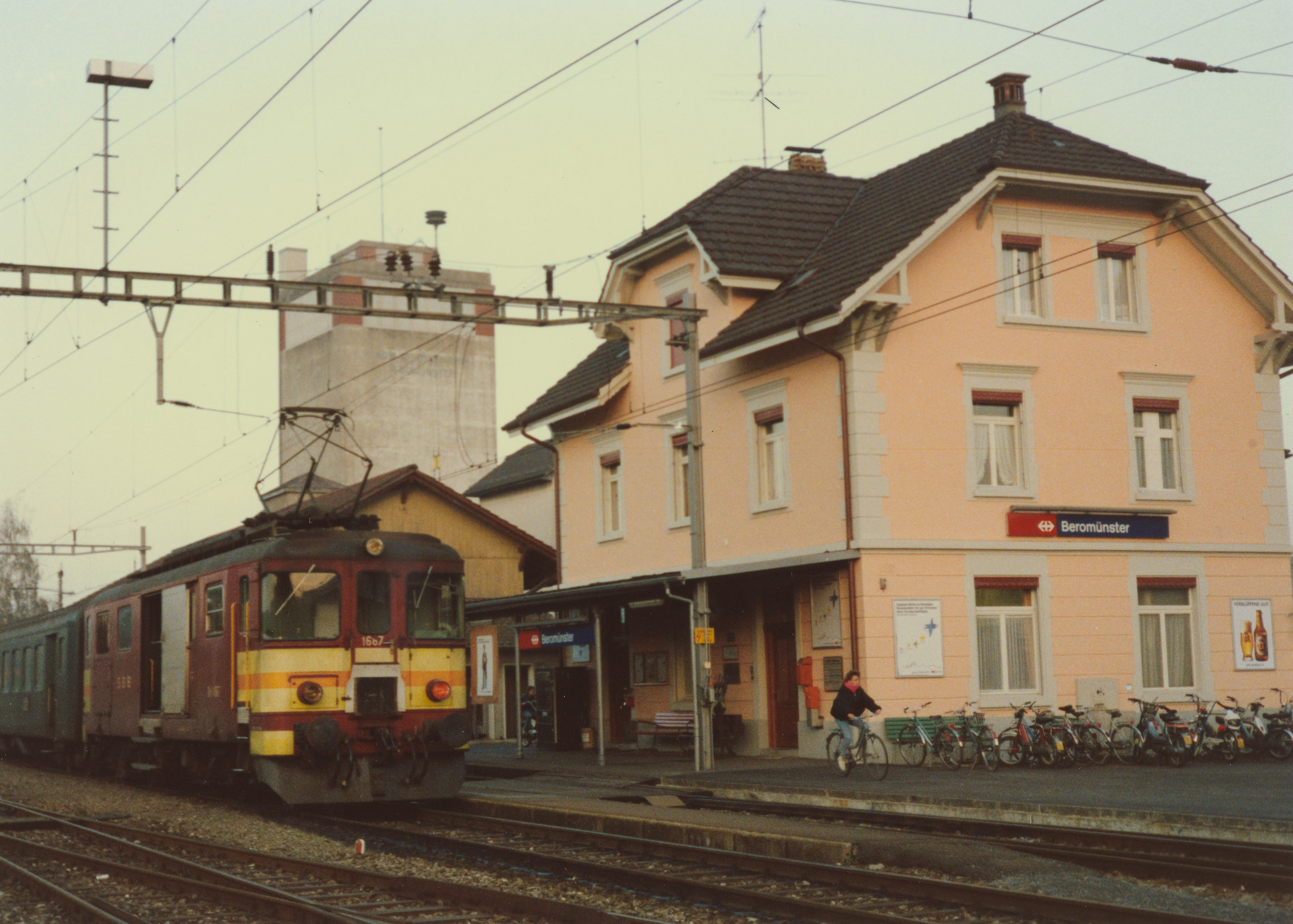
SBB Fe 4/4 im Bahnhof Beromünster

Die Stichstrecke sollte das Wynental und die Region Beromünster erschliessen und wurde am 23. Januar 1887 zunächst bis Reinach/Menziken eröffnet. Mit der Eröffnung am 1. Mai 1904 erhielt das Wynental mit der Wynentalbahn einen direkten Anschluss an die Kantonshauptstadt Aarau. Trotzdem wurde ab dem 1. Oktober 1906 die Stichstrecke von Reinach/Menziken bis Beromünster verlängert. Sie wurde am 10. Mai 1910 erstmals von der STB auf elektrischen Betrieb umgestellt (5500 Volt und 25 Hz). Die Spannung von 5500 Volt wurde über einen Generator einer Dampfmaschine in Beinwil am See erzeugt. 1922 übernahm die SBB die Strecke. Zum 1. Oktober 1930 erfolgte die Umstellung auf die SBB-Norm (15'000 Volt und 16,7 Hz).
Zuletzt verkehrten täglich 18 Personenzugpaare, bevor der Personenverkehr am 30. Mai 1992 eingestellt und durch Busse ersetzt wurde. Diese Einstellung erfolgte versuchsweise und zunächst auf fünf Jahre beschränkt, tatsächlich aber wurde der Personenverkehr nicht wiederaufgenommen. Die Gleisanlagen wurden für den Güterverkehr belassen. Im Juli 2001 verkehrten die letzten Güterzüge resp. Sonderzüge des Circus Knie.
Eine Besonderheit war die Anbindung der Stichstrecke an die Stammlinie von Emmenbrücke nach Lenzburg. Die Strecke war nur über eine Spitzkehre im Bahnhof Beinwil am See erreichbar. Es waren also weder von Emmenbrücke noch von Lenzburg direkte Zugfahrten nach Beromünster möglich.
In Reinach und Menziken wurde das Trassee für eine Verlegung der meterspurigen Wynentalbahn von der Strasse auf einen unabhängigen Gleiskörper verwendet. Auf der Strecke zwischen Beromünster und Menziken wurde ein Bahntrassenradweg angelegt, der im Oktober 2008 eröffnet wurde.

## Strecke Emmenbrücke–Lenzburg–Wildegg

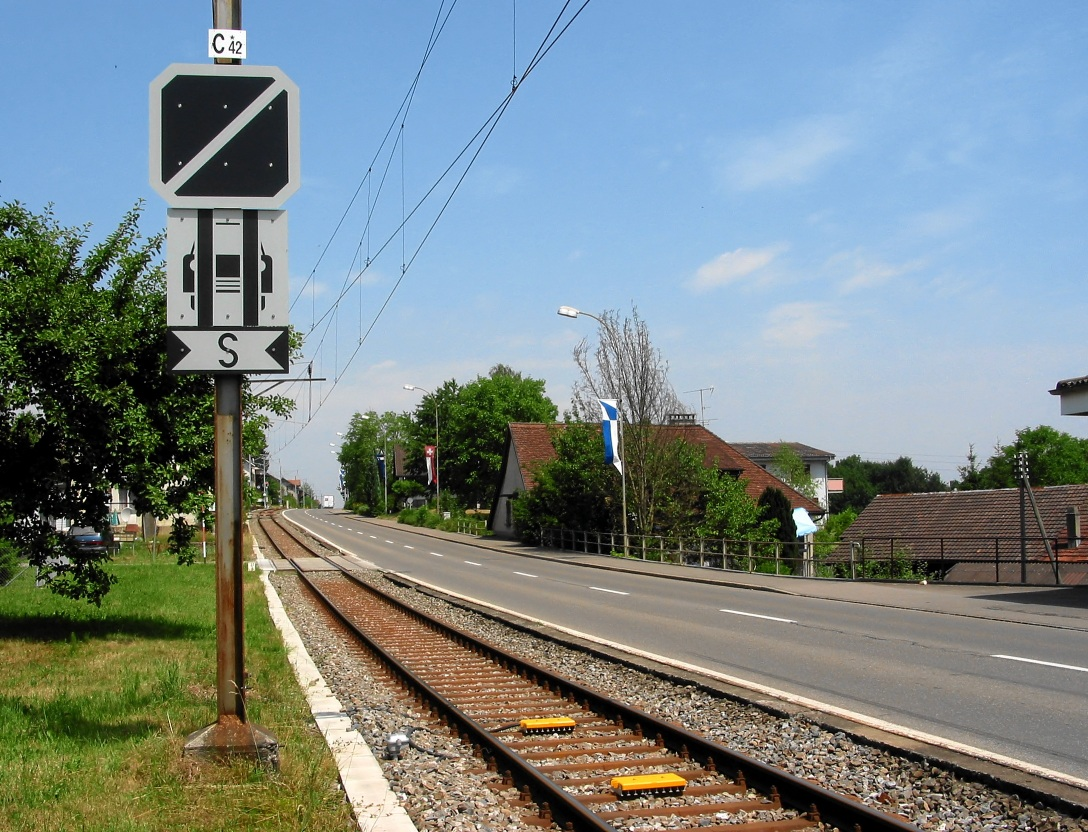
Typische Trassierung der Seetalbahn direkt neben der Hauptstrasse 26 (Beinwil am See)

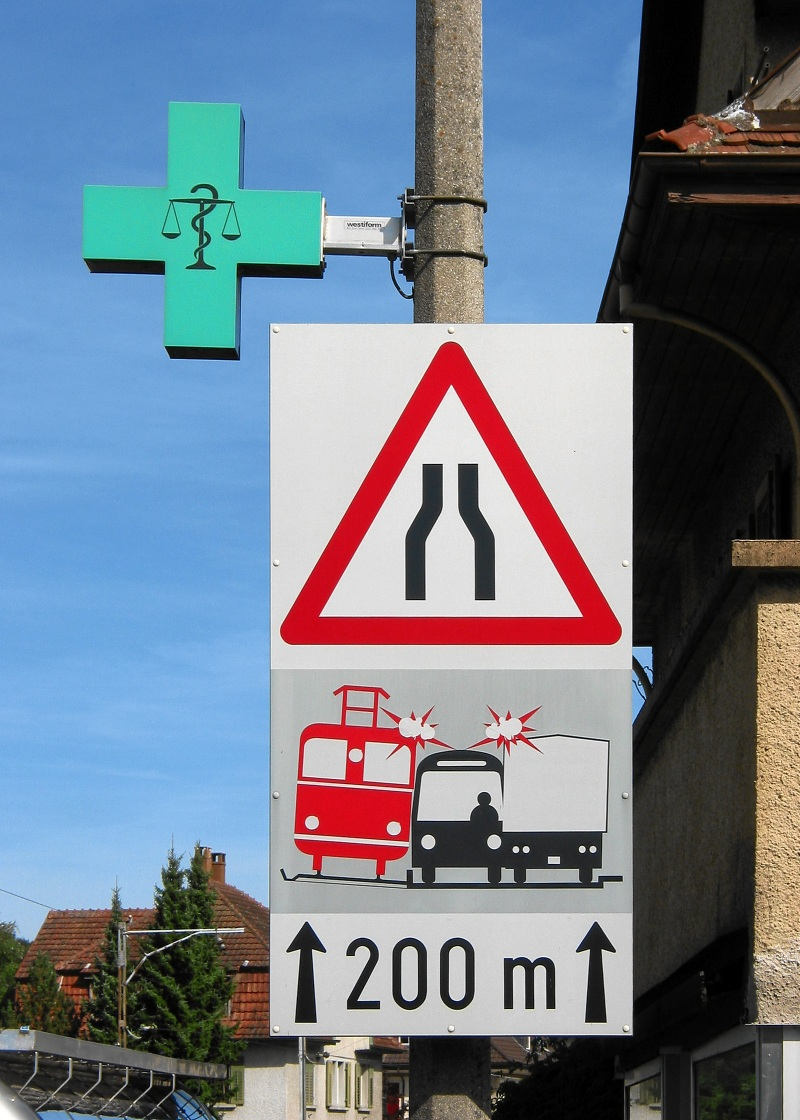
In Seon warnte dieses Strassensignal vor dem geringen Abstand zwischen Schiene und Strasse

| Streckennummer (BAV): | 500 (Emmenbrücke–Hübeli) 651 (Hübeli–Beinwil–Lenzburg) |                                                   |                                                   |
| Fahrplanfeld: | 655                                                    |                                                   |                                                   |
| Streckenlänge: | 41.56 + 4.02 km                                        |                                                   |                                                   |
| Spurweite: | 1435 mm (Normalspur)                                   |                                                   |                                                   |
| Stromsystem: | 15 kV 16,7 Hz ~                                        |                                                   |                                                   |
| Maximale Neigung: | 38 ‰                                                   |                                                   |                                                   |
| |                                                        |                                                   |                                                   |
| \| \| \| von Luzern \| \| \| \| 0,0 \| Emmenbrücke \| 438 m ü. M. \| \| \| 1,0 \| Emmenbrücke Gersag \| Emmenbrücke Gersag \| \| \| 1,7 \| Hübeli \| 462 m ü. M. \| \| \| \| nach Olten \| \| \| \| \| Hüslentunnel (628 m) \| \| \| \| \| \| \| \| \| 5,95,6 \| Waldibrücke km-Wechsel (neues Trassee) \| 421 m ü. M. \| \| \| \| \| \| \| \| 8,6 \| Eschenbach \| 467 m ü. M. \| \| \| 11,0 \| Ballwil \| 515 m ü. M. \| \| \| 12,4 \| Hochdorf Schönau \| Hochdorf Schönau \| \| \| 13,7 \| Hochdorf \| 483 m ü. M. \| \| \| 15,4 \| Baldegg Kloster \| Baldegg Kloster \| \| \| 15,9 \| Baldegg \| 469 m ü. M. \| \| \| 19,4 \| Gelfingen \| 470 m ü. M. \| \| \| 20,8 \| Hitzkirch \| 470 m ü. M. \| \| \| 21,0 \| ab hier „Sonderprofil Seetal“ \| ab hier „Sonderprofil Seetal“ \| \| \| 21,9 \| Ermensee \| 467 m ü. M. \| \| \| 24,1 \| Mosen (ehem. Bf) \| 458 m ü. M. \| \| \| \| von Beromünster \| \| \| \| 27,2 \| Beinwil am See \| 520 m ü. M. \| \| \| 29,5 \| Birrwil \| 521 m ü. M. \| \| \| 33,1 \| Boniswil \| 476 m ü. M. \| \| \| 34,4 \| Hallwil \| 471 m ü. M. \| \| \| 36,9 \| Seon \| 446 m ü. M. \| \| \| 37,65 \| Seon Nord \| 447 m ü. M. \| \| \| \| bis hier „Sonderprofil Seetal“ \| \| \| \| 41,560,00 \| Lenzburg Spitzkehre \| 407 m ü. M. \| \| \| \| \| \| \| \| 0,42 \| Lenzburg Stadt \| 397 m ü. M. \| \| \| \| Aargauische Südbahn, Heitersbergstrecke von Baden \| \| \| \| 42,12 \| Lenzburg (Keilbahnhof) \| 406 m ü. M. \| \| \| \| nach Zofingen \| \| \| \| \| \| \| \| \| \| nach Aarau \| \| \| \| \| \| \| \| \| \| Lenzburg Industrie \| \| \| \| 2,06 \| Niederlenz \| 383 m ü. M. \| \| \| \| von Aarau \| \| \| \| 4,02 \| Wildegg \| 354 m ü. M. \| \| \| \| nach Baden \| \| \| Streckenabschnitt mit eingeschränktem Lichtraumprofil \| \| \| \| |                                                        |                                                   |                                                   |
| Strecke |                                                        | von Luzern                                        | von Luzern                                        |
| Bahnhof | 0,0                                                    | Emmenbrücke                                       | 438 m ü. M.                                       |
| Haltepunkt / Haltestelle | 1,0                                                    | Emmenbrücke Gersag                                | Emmenbrücke Gersag                                |
| Dienststation / Betriebs- oder Güterbahnhof | 1,7                                                    | Hübeli                                            | 462 m ü. M.                                       |
| Abzweig geradeaus und nach links |                                                        | nach Olten                                        | nach Olten                                        |
| Tunnel |                                                        | Hüslentunnel (628 m)                              | Hüslentunnel (628 m)                              |
| |                                                        |                                                   |                                                   |
| Haltepunkt / Haltestelle | 5,95,6                                                 | Waldibrücke km-Wechsel (neues Trassee)            | 421 m ü. M.                                       |
| |                                                        |                                                   |                                                   |
| Bahnhof | 8,6                                                    | Eschenbach                                        | 467 m ü. M.                                       |
| Bahnhof | 11,0                                                   | Ballwil                                           | 515 m ü. M.                                       |
| Haltepunkt / Haltestelle | 12,4                                                   | Hochdorf Schönau                                  | Hochdorf Schönau                                  |
| Bahnhof | 13,7                                                   | Hochdorf                                          | 483 m ü. M.                                       |
| Haltepunkt / Haltestelle | 15,4                                                   | Baldegg Kloster                                   | Baldegg Kloster                                   |
| Bahnhof | 15,9                                                   | Baldegg                                           | 469 m ü. M.                                       |
| Haltepunkt / Haltestelle | 19,4                                                   | Gelfingen                                         | 470 m ü. M.                                       |
| Bahnhof | 20,8                                                   | Hitzkirch                                         | 470 m ü. M.                                       |
| Strecke | 21,0                                                   | ab hier „Sonderprofil Seetal“                     | ab hier „Sonderprofil Seetal“                     |
| Haltepunkt / Haltestelle | 21,9                                                   | Ermensee                                          | 467 m ü. M.                                       |
| Haltepunkt / Haltestelle | 24,1                                                   | Mosen (ehem. Bf)                                  | 458 m ü. M.                                       |
| Abzweig geradeaus und ehemals von links |                                                        | von Beromünster                                   | von Beromünster                                   |
| Bahnhof | 27,2                                                   | Beinwil am See                                    | 520 m ü. M.                                       |
| Bahnhof | 29,5                                                   | Birrwil                                           | 521 m ü. M.                                       |
| Bahnhof | 33,1                                                   | Boniswil                                          | 476 m ü. M.                                       |
| Haltepunkt / Haltestelle | 34,4                                                   | Hallwil                                           | 471 m ü. M.                                       |
| Bahnhof | 36,9                                                   | Seon                                              | 446 m ü. M.                                       |
| Haltepunkt / Haltestelle | 37,65                                                  | Seon Nord                                         | 447 m ü. M.                                       |
| Strecke |                                                        | bis hier „Sonderprofil Seetal“                    | bis hier „Sonderprofil Seetal“                    |
| ehemaliger Dienststation / Betriebs- oder Güterbahnhof | 41,560,00                                              | Lenzburg Spitzkehre                               | 407 m ü. M.                                       |
| Verschwenkung von links (Strecke außer Betrieb) · Verschwenkung von rechts |                                                        |                                                   |                                                   |
| Bahnhof (Strecke außer Betrieb) · Strecke | 0,42                                                   | Lenzburg Stadt                                    | 397 m ü. M.                                       |
| Kreuzung geradeaus unten (Strecke geradeaus außer Betrieb) · Abzweig geradeaus und von rechts |                                                        | Aargauische Südbahn, Heitersbergstrecke von Baden | Aargauische Südbahn, Heitersbergstrecke von Baden |
| Strecke (außer Betrieb) · Bahnhof | 42,12                                                  | Lenzburg (Keilbahnhof)                            | 406 m ü. M.                                       |
| Strecke (außer Betrieb) · Abzweig geradeaus und nach links |                                                        | nach Zofingen                                     | nach Zofingen                                     |
| |                                                        |                                                   |                                                   |
| Strecke (außer Betrieb) · Strecke nach links |                                                        | nach Aarau                                        | nach Aarau                                        |
| |                                                        |                                                   |                                                   |
| Dienststation / Betriebs- oder Güterbahnhof (Strecke außer Betrieb) |                                                        | Lenzburg Industrie                                | Lenzburg Industrie                                |
| Bahnhof (Strecke außer Betrieb) | 2,06                                                   | Niederlenz                                        | 383 m ü. M.                                       |
| Verschwenkung nach links (Strecke außer Betrieb) · Strecke nach halbrechts und von links |                                                        | von Aarau                                         | von Aarau                                         |
| Bahnhof | 4,02                                                   | Wildegg                                           | 354 m ü. M.                                       |
| Strecke |                                                        | nach Baden                                        | nach Baden                                        |
| Streckenabschnitt mit eingeschränktem Lichtraumprofil |                                                        |                                                   |                                                   |

### Sanierung der Seetalbahn

#### Problematik der Trassierung
Die kostengünstige Trassierungen grösstenteils auf vorhandenen Landstrassen war früher nur bei Schmalspurbahnen – meist Meterspur – verbreitet, da deren Fahrzeuge schmaler sind als die der Regelspur. Im Seetal wurde aber weitgehend dasselbe Rollmaterial verwendet wie auf dem übrigen Netz der Schweizerischen Bundesbahnen. Üblich waren Triebfahrzeuge der Reihen SBB RBe 4/4, SBB Ae 6/6 und SBB RBDe 4/4. Das Gleis führt wie eine Trambahn direkt durch die Orte.
Nach der Motorisierung führte das zu grossen Problemen. Es wurde zwar im Lauf der Zeit die Bahnstrecke neben die Strasse verlegt, aus Platzgründen aber oft mit so geringem Abstand, dass sich die Lichtraumprofile von Bahn und Strasse überschnitten. Das Hauptproblem waren die auf 40 Kilometer Strecke vorhandenen ursprünglich über 500 unbewachten Bahnübergänge. Vor der Sanierung entfielen fast die Hälfte aller Unfälle an Bahnübergängen im SBB-Netz auf die Seetalbahn. Wegen der Unfallhäufigkeit mit mehreren Todesopfern pro Jahr erhielt die Seetalbahn im Volksmund den makaberen Namen Kundenmetzger.
So wurde um 1950 ein Ersatz der Bahn durch Busse gefordert. Später erhielten die eingesetzten Triebfahrzeuge an den Stirnseiten Streifen in Leuchtgelb und Leuchtorange («Seetal-Schockfarben» oder «Seetal-Warnstreifen»). Diese Warnstreifen gab es auch auf Magnettafeln, sodass sie an den Ae-6/6-Lokomotiven angebracht werden konnten.

#### Abschnitt Emmenbrücke–Waldibrücke
Der Abschnitt zwischen Emmenbrücke und Waldibrücke war mit allein 40 Bahnübergängen besonders gefährlich. 1960 wurde erstmals eine Verlegung der Bahn in Emmen vorgeschlagen. 1983 wurde ein Baubeschluss gefasst, der Baubeginn allerdings durch Einsprüche verzögert. Nachdem im Jahr 1992 der Bundesrat einen Grundsatzbeschluss für die Aufrechterhaltung und Sanierung der Seetalbahn fällte, konnte 1994 der Bau beginnen.
Am 23. Mai 1998 konnte die 4,7 Kilometer lange Neubaustrecke eröffnet werden. Sie zweigt nördlich des Bahnhofs Emmenbrücke bei der Abzweigstelle Hübeli von der Strecke von Luzern nach Olten ab und führt durch freies Gelände zum 628 Meter langen Hüslentunnel. Nach dem Tunnel wird der Flugplatz Emmen umfahren, bevor die alte Trasse bei Waldibrücke erreicht wird. Durch den Wegfall der betrieblich hinderlichen Spitzkehre im Bahnhof Emmenbrücke und die höhere Geschwindigkeit können überdies fünf Minuten Fahrzeit eingespart werden.

#### Abschnitt Waldibrücke–Lenzburg
Auch für den restlichen, umfassenderen Teil der Strecke wurden Ideen einer tiefgreifenden Sanierung mit weiteren Neubauabschnitten diskutiert. Aus Kostengründen wurde schliesslich ein Konzept geplant, das hauptsächlich auf den folgenden zwei Punkten basiert:
- Einführung eines neuen Betriebskonzepts, bei dem teilweise nach Eisenbahn- und teilweise nach Strassenbahnvorschriften, nach denen auf Sicht gefahren wird.
- Einsatz schmalerer Fahrzeuge. Damit sollten die Lichtraumüberschneidungen zwischen Schiene und Strasse beseitigt werden. An neuralgischen Punkten sollten Leitplanken zwischen Schiene und Strasse angebracht werden. Das Konzept der Profilreduktion wurde jedoch nicht realisiert, insbesondere wegen der Gefahren für die Radfahrer.[4] Zudem musste die Seetalbahn zugänglich bleiben für die Fahrzeuge des Baudienstes und den Lösch- und Rettungszug.[5] Trotzdem halten die SBB an der Beschaffung von teuren Schmaltriebwagen fest.[6]

Nach Beendigung der Umbauarbeiten, bei denen auch die Gleisanlagen vereinfacht wurden – fast die Hälfte der vorhandenen 60 Weichen konnten eingespart werden –, startete das neue Betriebskonzept Ende 2002. Weil eine wesentliche Reduzierung des Lichtraumprofils unterbleibt, kann die Seetalbahn nach wie vor von allen Normalspurfahrzeugen ohne Sonderbewilligung befahren werden. Lediglich bei historischen Zügen mit Senkfenstern müssen Zugbegleiter verhindern, dass Reisende sich aus dem offenen Fenster lehnen. Der Abschnitt zwischen Emmenbrücke und Hitzkirch weist ein normales Profil auf, der damals noch betriebene Güterverkehr beschränkte sich auf diesen Abschnitt.
Die Sanierung der Seetalbahn ging weiter. Von den im Jahre 2005 noch vorhandenen 210 Bahnübergängen – davon 53 technisch gesichert – sollten im Jahre 2009 nurmehr 85 übrigbleiben, die alle technisch gesichert sind. Von 2009 bis 2011 wurde zudem auf einer Länge von rund 1,5 km in Boniswil eine Neutrassierung realisiert. Der alte Bahnhof an der Kantonsstrasse wurde abgebrochen und durch eine neue Haltestelle im Dorfzentrum ersetzt.
Seit dem 12. Dezember 2004 ist die Seetalbahn die Linie S9 der S-Bahn Luzern. Der Betrieb erfolgt durchgängig mit den niederflurigen Triebwagen RABe 520, die schlechte Laufeigenschaften aufweisen. Die nur 2,65 m breiten Wagenkästen bieten zu wenig Hüllraum für die Normalspur-Drehgestelle, was zu grosser Quersteifigkeit zwang. Trotzdem schrieben die SBB im November 2023 wiederum Schmaltriebwagen aus, was zu einer teuren Sonderkonstruktion führt.
Am 11. Dezember 2022 wurde die neue Haltestelle Seon Nord beim km 37,65 eröffnet. Sie liegt ziemlich genau am gleichen Ort, wo früher die dreigleisige Güteranlage Seon Konservenfabrik (später Seon Industrie) lag.

### Abschnitt Lenzburg–Wildegg
Nach der Eröffnung der Seetalbahn bestand am nördlichen Ende lediglich Anschluss an die Strecke der gescheiterten Schweizerischen Nationalbahn, welche nur noch regionale Bedeutung hatte. Die Seetalbahn suchte deshalb einen Zugang an die Bahnstrecke Baden–Aarau der Schweizerischen Nordostbahn, welche den Hauptverkehr der Schweiz in Ost-West-Richtung führte. Die Lösung war die 1895 eröffnete Verlängerung der Stammstrecke nach Wildegg.

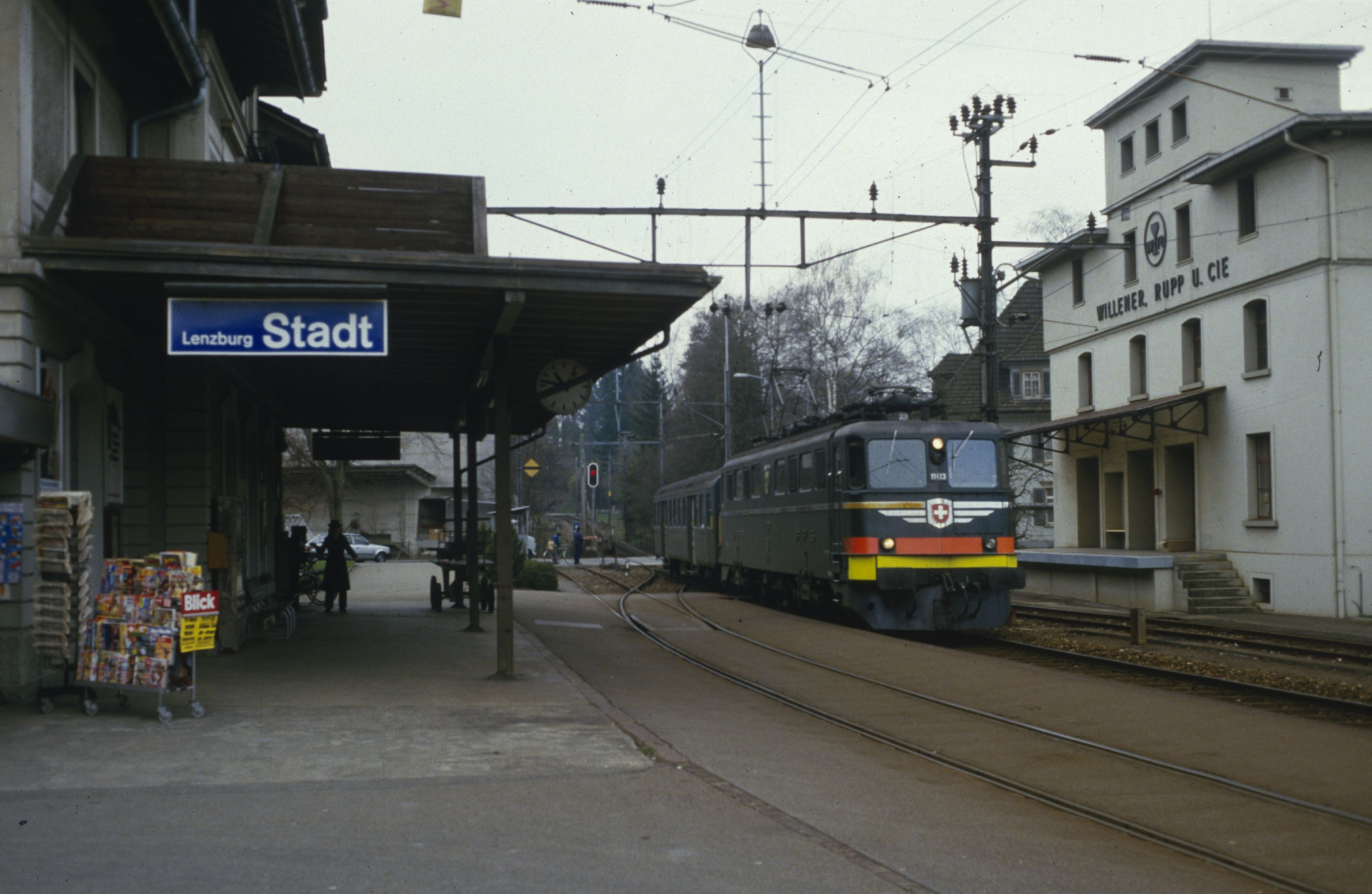
SBB Ae 6/6 mit gelben und orangen Warnfolien für den Einsatz auf der Seetalbahn im Bahnhof Lenzburg Stadt (1984)

Fortan verkehrten die Züge von Wildegg über Lenzburg Stadt nach Emmenbrücke. Lenzburg wurde nicht mehr von allen Zügen bedient, denn der Bahnhof konnte nur noch in Rückwärtsfahrt ab der Dienststelle Lenzburg Spitzkehre angefahren werden. Eine Besonderheit war die auf der Nordseite von Lenzburg Stadt eingebaute symmetrische Dreiwegweiche.
Mit der 1975 eröffneten Heitersberglinie gelangte der Hauptverkehr in Ost-West-Richtung direkt nach Lenzburg. Die Strecke nach Wildegg wurde somit überflüssig, und Lenzburg war wieder ein vollwertiger Bahnhof. Am 4. Juni 1984 wurden der Personen- und Güterverkehr eingestellt, lediglich Lenzburg Industrie wurde noch bis am 30. März 2005 von Lenzburg aus im Güterverkehr bedient. Die offizielle Stilllegung durch den Bundesrat erfolgte 2002. Nach der Betriebseinstellung wurde die Strecke in Lenzburg abgetragen und das Trassee für eine Umfahrungsstrasse genutzt.

## Beschilderung
Bis zur Einführung des neuen Betriebskonzepts im Dezember 2002 kamen auf der Seetalbahn besondere kombinierte Gefälls- und Geschwindigkeitstafeln zum Einsatz.

## Trivia
Die Schweizer Eisenbahn-Revue schrieb in ihrer Ausgabe 8–9/2024 auf Seite 344: „[…] Dieses Sonderprofil wurde unter anderem wegen seiner Gefährlichkeit zwar in Verordnungen und bei Wikipedia, jedoch niemals in der Realität umgesetzt.“ In diesem Artikel ist jedoch seit dem 23. März 2024 zu lesen, dass die Seetalbahn von Fahrzeugen mit Standardprofil befahren werden kann.